# هگزاکلرواستون
هگزاکلرواستون (به انگلیسی: Hexachloroacetone) با فرمول شیمیایی C۳Cl۶O یک ترکیب شیمیایی است؛ که جرم مولی آن ۲۶۴٫۷۵ g/mol می‌باشد.